# Antoine Deparcieux (1753-1799)

Traité des annuités, 1781.

A nu se confunda cu Antoine Deparcieux (1703-1768).
Antoine Deparcieux (n. 23 aprilie 1753 la Peyremale - d. 1799 la Paris) a fost un matematician francez.
Unchiul său a fost matematicianul omonim Antoine Deparcieux (1703-1768), care l-a ajutat să își perfecționeze studiile la Paris.
La 20 de ani a devenit profesor de matematică la Universitatea Paris 1 Panthéon-Sorbonne.

## Scrieri
- 1791: Traité des Annuites ou des rentes à termes;
- 1782: Dissertation sur les moyens d'éléver l'eau par la rotation d'une simple corde sans fin;
- 1783: Dissertation sur les globes aérostatiques.

A mai lăsat nefinalizat un mare tratat de geometrie, precum și note pentru un tratat de algebră și calcul diferențial.